# Новиков, Сергей Борисович (астроном)
Серге́й Бори́сович Но́виков (1944—2010) — советский и российский астроном, доктор физико-математических наук.

## Биография
В 1967 окончил астрономическое отделение физфака МГУ, с 1974 года руководил Высокогорной Среднеазиатской экспедицией ГАИШ, а впоследствии возглавил отдел Майданакской обсерватории ГАИШ. Участвовал в выборе места для Терскольской обсерватории, в последние годы жизни — главный научный сотрудник Алтайского оптико-лазерного центра НИИ прецизионного приборостроения Роскосмоса.
Член Международного астрономического союза, член бюро секции «Приборостроение» Астросовета АН СССР и ряда других организаций.